# Örvényes
Örvényes là một thị trấn thuộc hạt Veszprém, Hungary. Thị trấn này có diện tích 4,46 km², dân số năm 2010 là 164 người, mật độ 37 người/km².